# War Jabi
War Jabi ou War Jaabi est le roi de Tekrour, d'origines wolof et Soninké. En 1030, il prend le pouvoir soutenu par ses alliés Almoravides du nord, et notamment par le prédicateur musulman Abdullah Ibn Yassin. Il se convertit alors à l'Islam et contraint ses sujets à faire de même. En conséquence de son règne, Tekrour s'est étendu vers le sud parce que son État pratiquait la sharia,. À la suite de son djihad et de la sharia, les Sérères de Tekrour ont résisté à l'islam en faveur de la Religion sérère et ont été chassés du pays. Cela a entraîné leur migration vers Baol et Sine.

## Sources
- Barry, Boubacar. Senegambia and the Atlantic slave trade, (Cambridge: University Press, 1998) p. 6
- Clark, Andrew F. and Lucie Colvin Phillips. Historical Dictionary of Senegal: Second Edition, (Metuchen, New Jersey: Scrarecrow Press, 1994) p. 265.